# Monika Ebeling
Monika Ebeling (* 1959) ist eine deutsche Sozialpädagogin und ehemalige Gleichstellungsbeauftragte der Stadt Goslar.

## Leben
Monika Ebeling studierte Sozialarbeit und Sozialpädagogik. Sie arbeitete in der Drogenhilfe und im sozialen Krankenhausdienst, absolvierte eine Zusatzausbildung zur systemischen Familientherapeutin und betreute als Pflegemutter zeitweilig neun Kinder.
In jungen Jahren wurde sie Mitglied der SPD. Inspiriert von feministischen Schriften gründete sie als junge Mutter Frauenkreise und organisierte Frauenfrühstücke. Die Leitung eines städtischen Kindergartens in Goslar wurde ihr zum Jahresende 2011 auf Antrag der FDP-Ratsfraktion wegen medialen Interesses an ihrer Abberufung als Gleichstellungsbeauftragte entzogen. Im April 2012 übernahm sie Aufbau und Leitung eines neuen Kindergartens in Braunschweig. Außerdem gründete sie einen Notruf für männliche Opfer häuslicher Gewalt, veranstaltete Papa-Picknicks und ein Vätercafé und verfasste Kommentare und Artikel auf ihrer Internetseite zum Thema Geschlechterdemokratie.
Ende 2016 trat sie aus der SPD aus.

## Tätigkeit als Gleichstellungsbeauftragte
Im Jahr 2008 wurde Ebeling vom Stadtrat zur Gleichstellungsbeauftragten der Stadt Goslar gewählt. Als Sozialpädagogin sah sie ihre Aufgabe nach eigenen Angaben darin, sich für eine „moderne Geschlechterpolitik“ einzusetzen, die sich um Frauen, aber auch um Männerrechte kümmere, wie es auch die damalige Bundesfamilienministerin Kristina Schröder forderte. Ebeling erklärte, im Scheidungsfall würden Männer noch immer grundsätzlich benachteiligt, ebenso wie Väter nichtehelicher Kinder.
Als im Rahmen einer Kinderschutzwoche mit dem Spruch „Gewalt gegen Frauen und Kinder kommt nicht in die Tüte“ geworben werden sollte, protestierte Ebeling bei Sponsoren dagegen, dass so „Männer und Väter nur noch als Täter übrig blieben“. Zudem sei nicht einzusehen, warum bei einer Kinderschutzwoche Frauen mitgenannt würden. Sie sehe sich als „Gleichstellungsbeauftragte, die die zunehmenden Probleme männlicher Jugendlicher nicht als tollen Erfolg einer einseitigen Geschlechterpolitik feiert, sondern erkennt, dass hier Handlungsbedarf besteht.“
Gegner warfen ihr „mangelnde Team- und Kritikfähigkeit vor“. Sie setze sich vorwiegend für die Belange von Männern ein und vernachlässige dabei die Frauenförderung. Eine vertrauensvolle Zusammenarbeit mit Ansprechpartnern für Frauenbelange in Goslar sei daher nicht mehr möglich. 2011 wurde das SPD-Mitglied Ebeling nach „teils heftiger Diskussion“ auf Antrag der Linken mit Stimmen aus allen Fraktionen ihres Amtes enthoben.

### Abwahl
Nach einem Bericht von Heinz-Georg Breuer in der Goslarschen Zeitung war unmittelbarer Anlass für Ebelings Abwahl eine Verlinkung der Website vaeternotruf.de auf der offiziellen Website der Stadt Goslar. Die Vaeternotruf-Seite habe Attacken gegen Staatsorgane und politische Parteien enthalten, die Breuer als straf- und verfassungsrechtlich relevant bezeichnete. So sei dort den Richtern des Bundesverfassungsgerichtes ein Agieren „ganz im Sinne des Herrn Hitler aus Braunau“ in Bezug auf die Sorgerechtspolitik vorgeworfen und seien bundesdeutsche Kanzler von Adenauer bis Merkel in eine Reihe mit dem NS-Diktator gestellt worden, da sie „Vätern und Kindern in massiver Weise ihre Grundrechte beschnitten und vorenthalten“ hätten. Alexander Wendt behauptete in einem Bericht im Magazin Focus, ein User auf der Väternotruf-Seite habe die Bundesrepublik mit dem Dritten Reich verglichen. Zudem habe die Homepage dazu aufgefordert, statt der „Blockparteien“ die „Piraten“ zu wählen – womit die Stadt Goslar über die Verlinkung indirekt unzulässige Wahlwerbung getrieben habe. Ebeling erklärte gegenüber der Goslarschen Zeitung, sie selbst habe die Verbindung nach Protesten in einer Ratssitzung entfernen lassen, die Zeitung berichtete hingegen, der Stadtrat Klaus Germer habe dies veranlasst. Germer hatte angegeben, dies sei bereits der zweite Anlauf gewesen, den Link zu entfernen.
Ebeling erklärte, es gebe nun einmal „emotionale Betroffenheit der Väter und ein hohes Ärger-Potential“, und auch der Feminismus habe zu Beginn extreme Standpunkte vertreten. Germer wiederum bestätigte, es habe „von Seiten der Verwaltung [...] kein Wort des Vorwurfs gegen Frau Ebeling“ und ihre Amtsführung gegeben.
Nach einem Bericht von Frank Drieschner in der Zeit war Ebelings Abwahl indes das Ergebnis einer Kampagne der grünen Stadträtin Doris Juranek. Juranek erklärte, Ebeling sei „an ihrer Persönlichkeit gescheitert“, gab jedoch zu, sich keinen persönlichen Eindruck von Ebeling verschafft zu haben. Sie habe sich auf die Kreisgeschäftsführerin der Bündnisgrünen verlassen, die ihrerseits einräumte, nur einen von Ebelings Jahresberichten über ihre Arbeitsschwerpunkte „mal durchgeblättert“ zu haben. Zuvor hatten die Grünen im Stadtrat erklärt, Ebeling wolle die „Benachteiligung von Männern aufzeigen und beseitigen – dies ist nicht unser politischer Wille“.
Der Soziologe Walter Hollstein verglich den Fall Ebeling mit dem des Zürcher Männerbeauftragten Markus Theunert und sah ihren Erfahrungsbericht als „durchaus paradigmatisch: Die eingesessene Frauenlobby verteidigt ihre Pfründe mit allen Mitteln“.

## Politische Positionen

### Feminismus
Verschiedene Medien, darunter die Nürnberger Zeitung und Emma, berichteten, Ebeling fordere die Abschaffung von Frauenhäusern. brand eins schrieb zu Ebelings Mitgliedschaft in dem Männerrechtsverein Agens, der unter anderem die Abschaffung von Frauenhäusern fordert: „Vielleicht hat Ebeling deswegen auch selbst begonnen, die Meinung zu vertreten, dass Frauenhäuser abgeschafft gehörten.“ Gudrun Hesse, die Vorsitzende des Frauenhaus-Vereins von Goslar sagte, sie finde es „unterhalb der Gürtellinie“, dass Monika Ebeling sich für die Abschaffung einsetze. In einem Interview mit der Süddeutschen Zeitung bestritt Ebeling dies und gab an, Hesse drehe ihr „das Wort im Mund“ um.
Im Jahr 2011 war Ebeling Rednerin beim zweiten internationalen Antifeminismus-Treffen, wo sie über ihre Erfahrungen als Gleichstellungsbeauftragte berichtete. Bis Juni 2011 war sie Mitglied der Männerrechtsorganisation Agens und erhielt viel Zuspruch von maskulinistischen Männer- und Vätervereinen, darunter der Schweizer Interessengemeinschaft Antifeminismus (IGAF). Darauf angesprochen, dass Agens „nicht nur kritisch“ sei, sondern ein „Zurück zu alten Rollen“ propagiere und die Macher des Antifeministischen Kongresses „die Emanzipation zurückdrehen“ wollten und über feministische „Vogelscheuchen“ schimpften, antwortete Ebeling: „Wissen Sie, Aggressionspotenzial gibt es auch von Frauenseite. Professor Gerhard Amendt, der auf dem Männerkongress in Düsseldorf auftrat, brauchte Polizeischutz. Überall ist Protest legitim – warum nicht auch gegen den Feminismus?“ Anlässlich ihrer Abberufung erklärte sie mit Bezug auf den Satz im SPD-Parteiprogramm, wer die menschliche Gesellschaft wolle, müsse die männliche überwinden: „Ich bin SPD-Genossin und bleibe es, möchte aber mit solch einem kränkenden Satz nichts zu tun haben.“
In einem Beitrag für ein Buch von Eckhard Kuhla, Pressesprecher des Männerrechtsvereins Agens, sprach sich Ebeling gegen mehr Kita-Plätze aus: „Es macht sich inzwischen wieder eine Ideologie breit, die Kindererziehung verstaatlichen will, um die Macht einer Mutter und eines Vaters zu brechen.“
Laut Ebeling litten Männer unter ihrer „Dressur“, Schuld sei ein „ideologischer, männerfeindlicher Feminismus“. In einem Vortrag an der Fachhochschule Nürnberg gab sie an: „Männer haben ein hartes Jahrhundert hinter sich und Ausbeutung und Diskriminierung setzen ihnen zu.“ Zur Untermauerung ihrer These sprach sie über die „Depression des Mannes“, die „rückläufige Anzahl der Spermien“, die „kürzere Lebenszeit“ sowie die Verwendung des Potenzmittels Viagra. Auf Kritik anderer Sprecher, sie liefere kaum fundierte Belege für ihre Behauptungen, erwiderte sie: „Ich bin keine Wissenschaftlerin, habe aber viel gelesen und schöpfe aus meiner langjährigen Berufs- und Lebenserfahrung.“
Im Jahr 2013 wurde sie zum Freisinger Dialog eingeladen und wiederholte dort in einem Vortrag ihre Ablehnung der Forderungen des Feminismus.
Walter Hollstein zitiert Ebeling mit den Worten:

„Ich kritisiere, dass die Frauennetzwerke nicht bereit sind, ihre Forderungen inhaltlich zu aktualisieren und gesellschaftliche Veränderungen und vorhandene wissenschaftliche Ergebnisse mit einfließen zu lassen [...] Es ist doch frappierend, dass die Wortführerinnen solcher Inhalte überwiegend fundamentalistisch ausgerichtete Frauennetzwerkerinnen sind. Sie sitzen häufig – als Auswirkung von vierzig Jahren Frauenbewegung – auf wichtigen Positionen und sind Entscheidungsträgerinnen [...] An diesen ‹Geschlechterkämpferinnen› kommt man oft nicht vorbei. Das macht sie mancherorts zu Verhinderern, die gute gleichstellungspolitische Entwicklungen tatkräftig ausbremsen.“

## Politikwissenschaftliche Einordnung und juristische Auseinandersetzung
Hinrich Rosenbrock sieht Ebeling in seiner im Auftrag der Heinrich-Böll-Stiftung verfassten Magisterarbeit Die antifeministische Männerrechtsbewegung. Denkweisen, Netzwerke und Online-Mobilisierung in der Nähe zur antifeministischen Männerrechtsbewegung, was auch daran deutlich werde, dass sie mit Vereinen wie MANNdat sowie der Interessensgemeinschaft Antifeminismus kooperiert, bis 2011 Mitglied der Männerrechtsorganisation Agens gewesen sei und auf dem zweiten internationalen Antifeminismus-Treffen in der Schweiz gesprochen habe. Sie selbst sehe sich als Frau, die die „feministische Indoktrinierung“ überwunden habe, ohne zu erklären, was dies sein solle. Sie wende sich gegen Gender-Mainstreaming sowie Politische Korrektheit und argumentiere mit fragwürdigen Zahlen, so z. B. wenn sie den geringeren Verdienst von Frauen rechtfertige, da diese „durchschnittlich rund 12 Stunden pro Woche“ weniger arbeiten würden. Den Einsatz für Männer reklamiere sie als eine Art Alleinstellungsmerkmal, das auch Grund ihrer Abberufung gewesen sei, obwohl eine Beschäftigung mit Problemen von Jungen und Männern in der Gleichstellungsarbeit längst üblich sei. Sie beziehe sich auf essentialistische Geschlechtsvorstellungen und versuche, eine männliche Opferideologie zu stärken.
Die Sozialpädagogin Isolde Aigner sah mehrere antifeministische Denkmuster in Ebelings Interviews und Beiträgen im Magazin Focus. Der Feminismus werde mit Begriffen, die Aggressivität insbesondere gegenüber Männern ausstrahlen, in Verbindung gebracht. So weise Ebeling in einem Focus-Artikel dem Feminismus „die lila Kampffaust“ zu und beschreibe Feministinnen als „Männerfeindinnen“. Laut Ebeling „darben unter der feministischen Flagge verelende Männerseelen“. Außerdem werde eine vermeintliche feministische Vormachtstellung angenommen, die Ebeling als „heimliche[s] Grundgesetz der zwischenmenschlichen Beziehungen“ umschreibt. Ein weiterer Diskursstrang bezieht sich auf die angebliche „Verweichlichung“ des Mannes, an der die Frauenbewegung schuld sei. Ebeling beklage in diesem Zusammenhang „geknechtete, paralysierte Männer“.
Ebeling klagte gegen Rosenbrock, weil dieser sie im August 2011 in seiner Untersuchung über die Männerrechtsbewegung dem Verein Agens zugeordnet habe, aus dem sie aber bereits im Juni ausgetreten sei. Die Richter urteilten jedoch, dass Rosenbrock hinreichend sorgfältig gearbeitet habe. Außerdem reichte Ebeling gegen die taz-Redakteurin Simone Schmollack Klage ein, die ein von Ebeling mitverfasstes Buch rezensiert hatte. Schmollack schrieb in der Rezension, dass Ebeling sich „nur noch für Jungen und Männer“ eingesetzt habe. Ebeling bestritt dies und verlangte eine Richtigstellung und ein Schmerzensgeld. Die Richter entschieden für Schmollack mit der Begründung, dass das „nur noch“ als Ironie zu verstehen sei, da auch der Rest des Textes im ironischen Ton abgefasst sei.

## Schriften
- Die Gleichberechtigungsfalle – Ich habe mich als Gleichstellungsbeauftragte für Männer eingesetzt und wurde gefeuert. Verlag Herder, 2012, ISBN 978-3-451-33195-4.
- Vorwort zum Buch: Deutschland, Deine Väter … – ausgesperrt und abkassiert. Andreas Puderbach, Verlag winterwork, 2015, ISBN 978-3-864-68897-3.